# William Gaddis
William Gaddis, född 29 december 1922 i New York, död 16 december 1998 i East Hampton, Long Island, New York, var en amerikansk författare.
Gaddis föräldrar skilde sig då han var fem år och han hamnade på en internatskola. Från 1941 studerade han på Harvard men relegerades. Han började arbeta för The New Yorker. 1947-1952 vistades han i Mexiko, Costa Rica, Spanien, Nordafrika och Paris. 1955 skrev han sin första roman Recognitions. Hans nästa roman JR kom 1975 och fick National Book Award.